# Праздник Нептуна

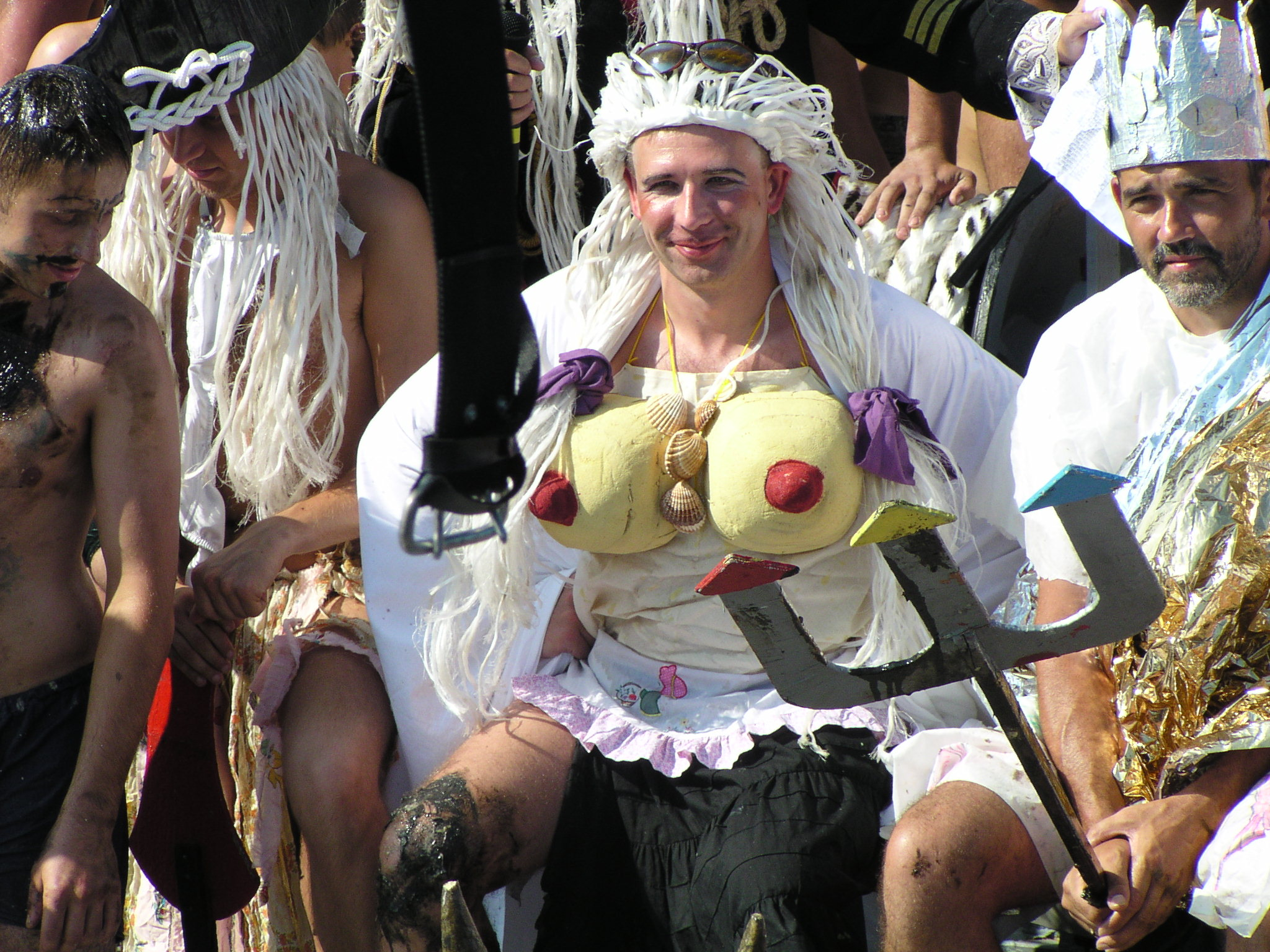
Русалка (в центре), Нептун (справа)

Праздник Нептуна (День Нептуна), Церемония пересечения экватора— водное представление, основанное на традиции моряков, пересекающих экватор. Основан на почитании древнего бога морей Непту́на.

## Пересечение экватора

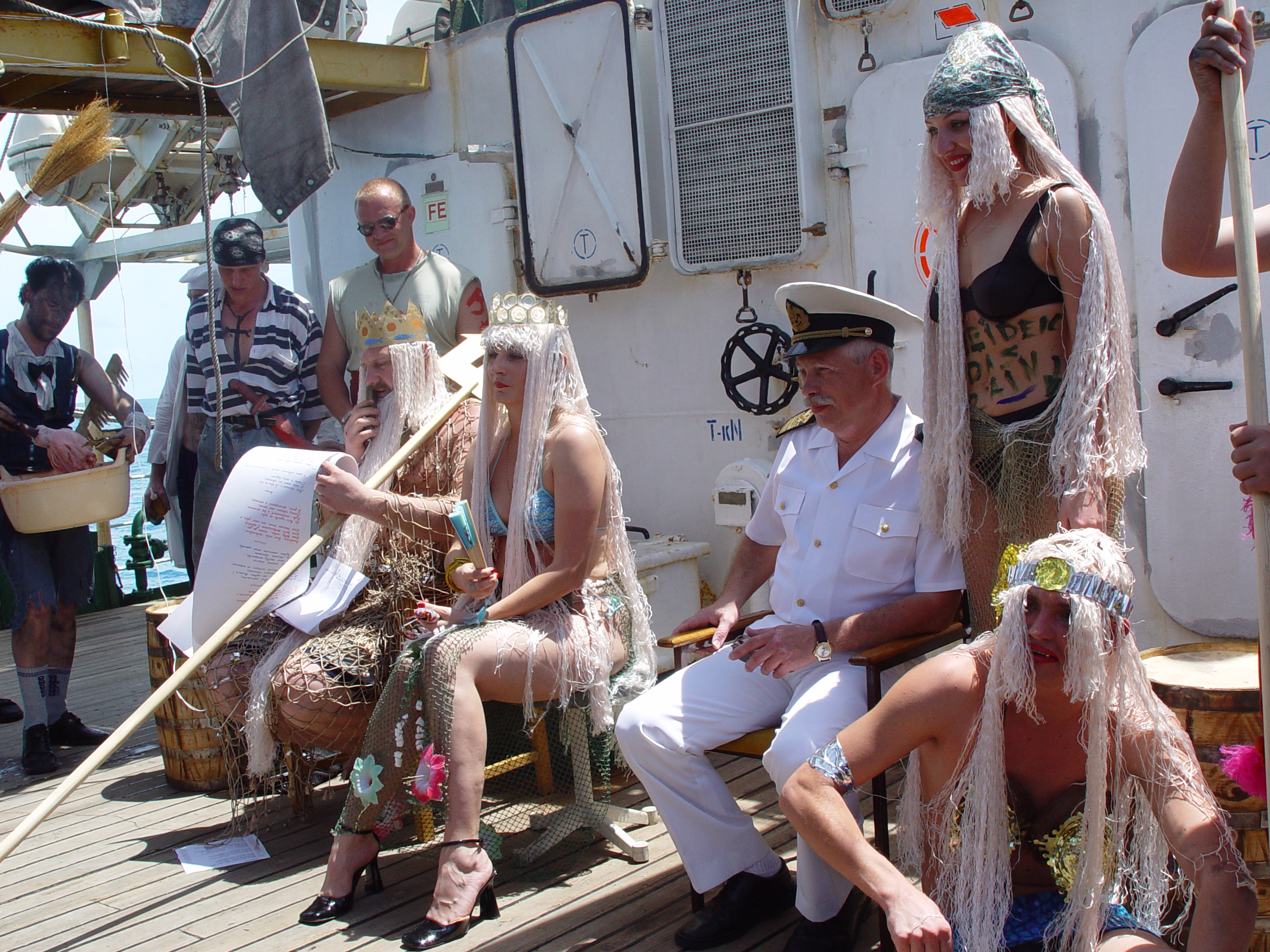
слева направо: Нептун, его русалка, капитан, ещё одна Дива. А позади Нептуна пираты и кок.

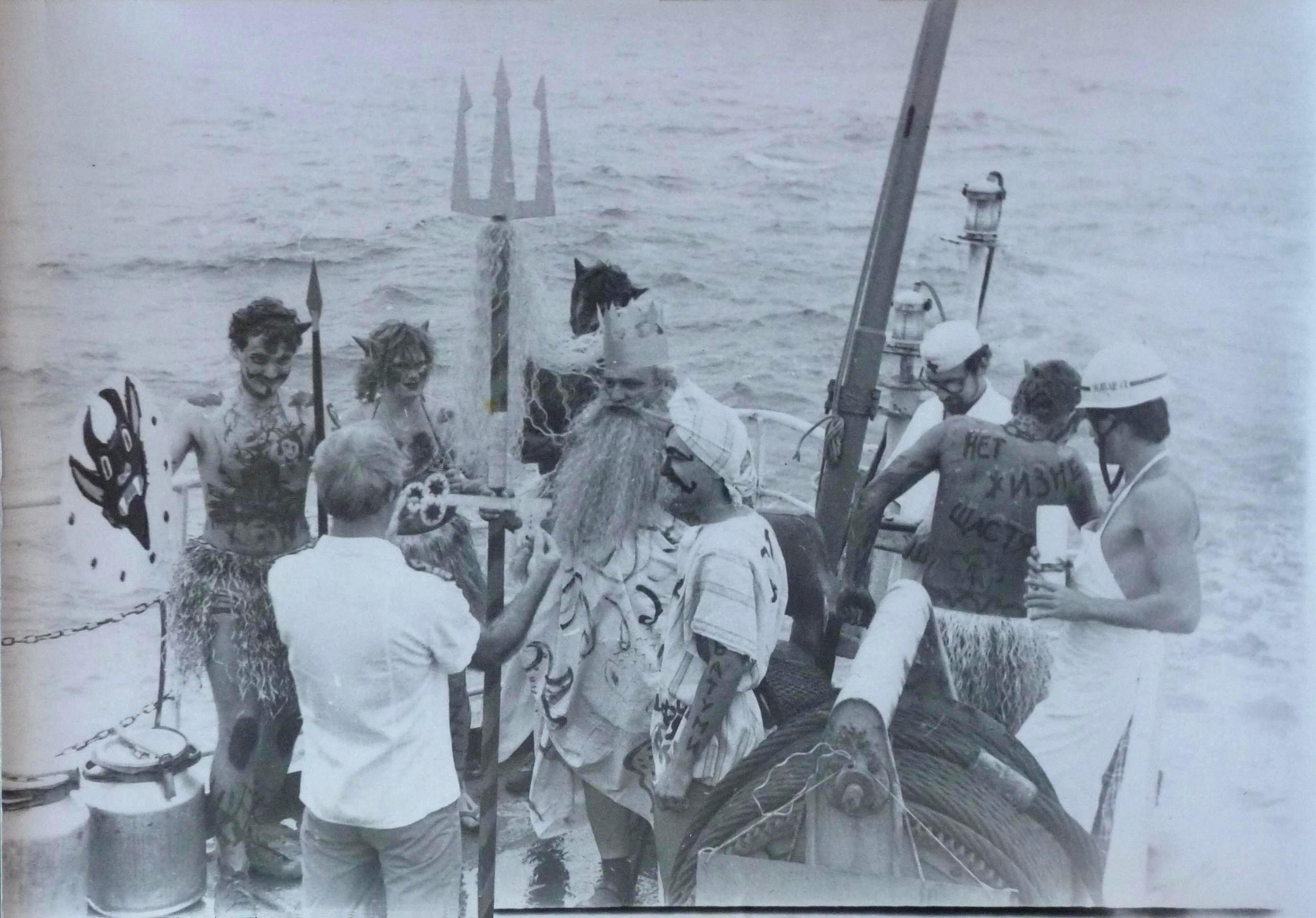
Начало церемонии, посвящённой пересечению судном экватора на советском сухогрузе «Тойво Антикайнен». Капитан Гитченко В. Г. рапортует и вручает ключ Нептуну, роль которого исполняет третий помощник капитана Чоботко. Август — сентябрь 1986 года.

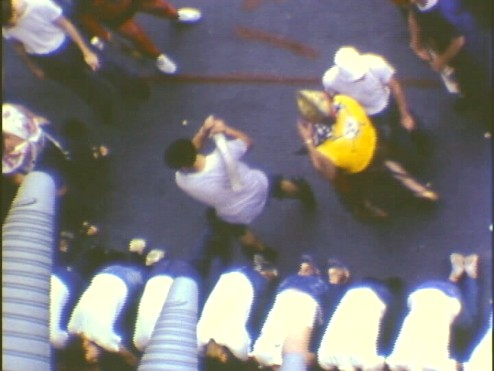
Дополнительная церемония на американском военном корабле при пересечении экватора — отбивание задницы.

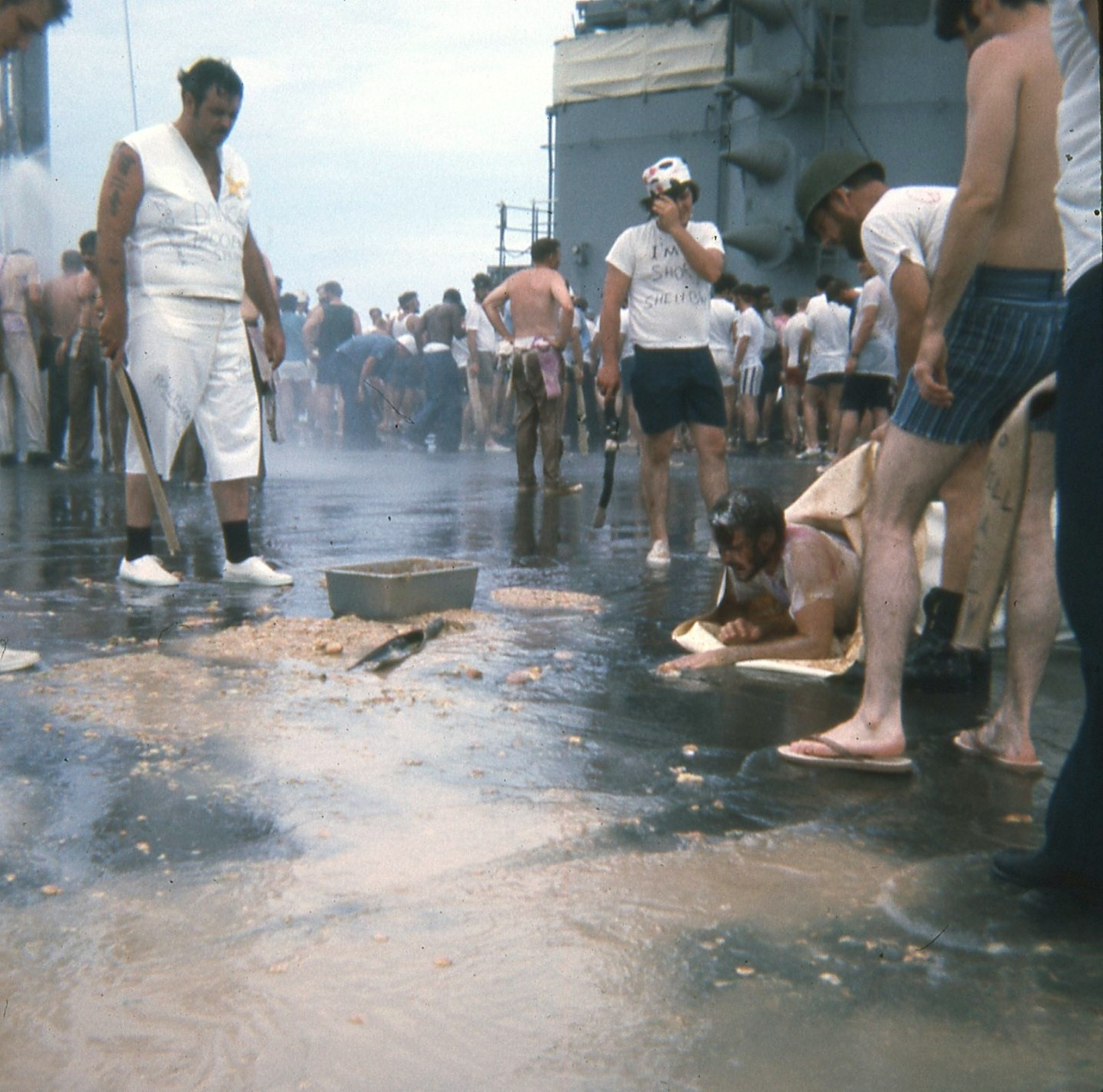
Ещё одна церемония, в которой новичок должен проползти через грязный длинный мешок без дна (как через матерчатую трубу).

Моряки называют этот праздник «Церемония пересечения экватора».
Согласно устоявшимся традициям, моряки, впервые пересекающие экватор по морю или океану, должны пройти обряд посвящения.
Самый распространенный сценарий:
1. Новичок предстает перед Нептуном. Моряки докладывают Нептуну о новичке, затем его бреют, лечат и дают новое имя (псевдоним).
2. После этого, по указанию Нептуна, новичок, погоняемый чертями, проползает сквозь длинный мешок без дна, образующий трубу, где его измазывают сажей и мазутом.
3. Черти ставят печать на самом видном месте новичка и бросают его в бассейн, где он купается.

Далее новичок получает какой-либо «документ» о пересечении экватора, в котором указано его новое «имя». Этот псевдоним должен быть осмысленным и может быть изменён при следующих пересечениях экватора. Если член экипажа судна пересекает экватор не впервые, то он освобождается от посвящения при предъявлении «документа».
В торговом флоте СССР таким документом был официальный «диплом Нептуна», отпечатанный типографским способом. На нем стояла печать «канцелярии Нептуна», подпись капитана судна, фамилия и имя посвящаемого, а также его новое «имя» (псевдоним).
Согласно традициям, Нептуна и его свиту на празднике играют члены экипажа, которые уже пересекали экватор ранее. Капитан судна остается капитаном и, согласно программе, должен докладывать Нептуну.
В свиту Нептуна обычно входят:
- черти;
- русалка;
- брадобрей;
- врач;
- звездочёт;
- другие.

Одна из распространённых версий происхождения праздника Нептуна заключается в том, что при пересечении судном экватора парусные корабли долго ожидали попутного ветра из-за частых штилей в экваториальной зоне. И в качестве развлечения для экипажа придумали это мероприятие.

## Детские оздоровительные лагеря

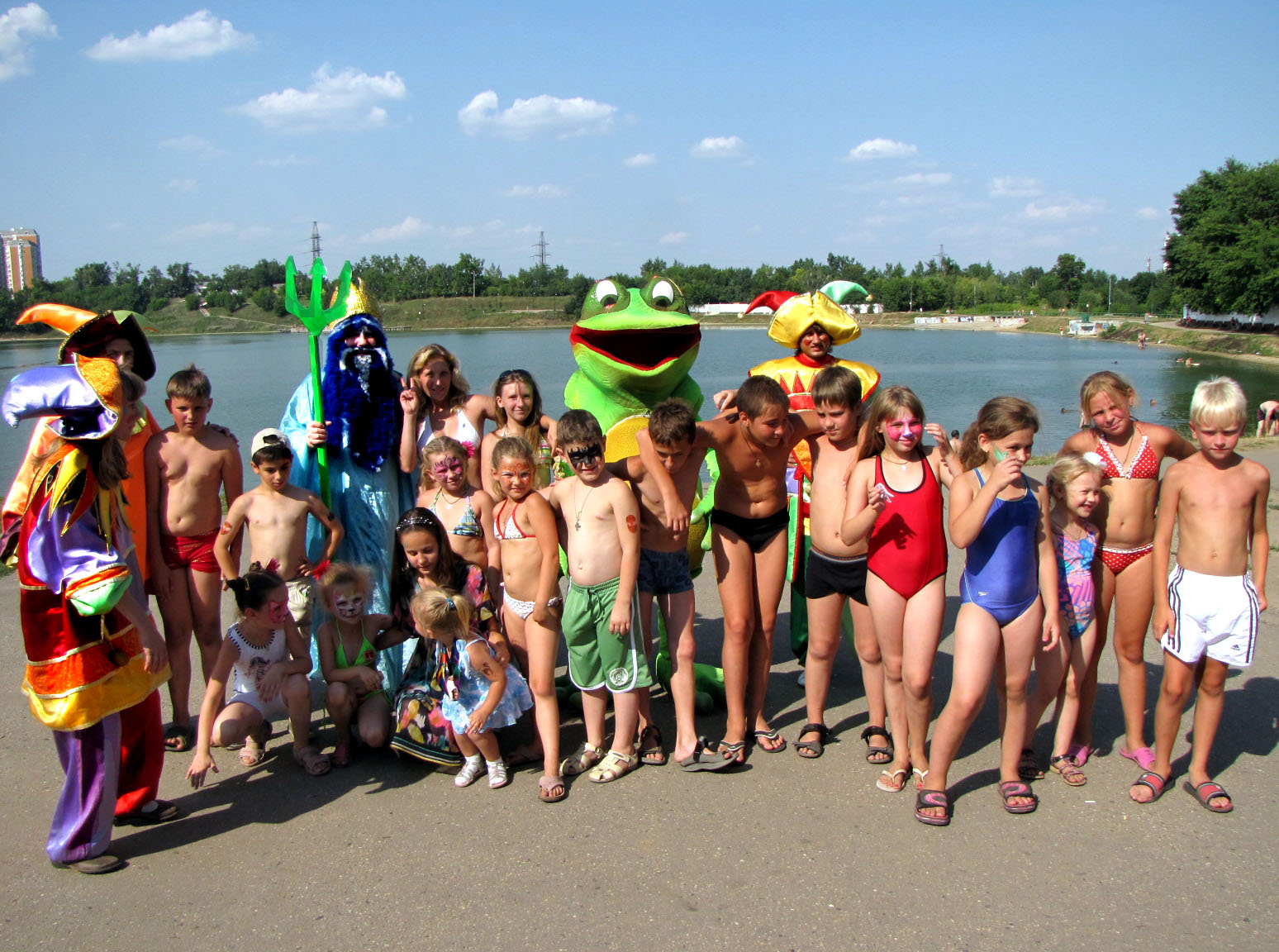
День Нептуна на Борисовских прудах в Москве.

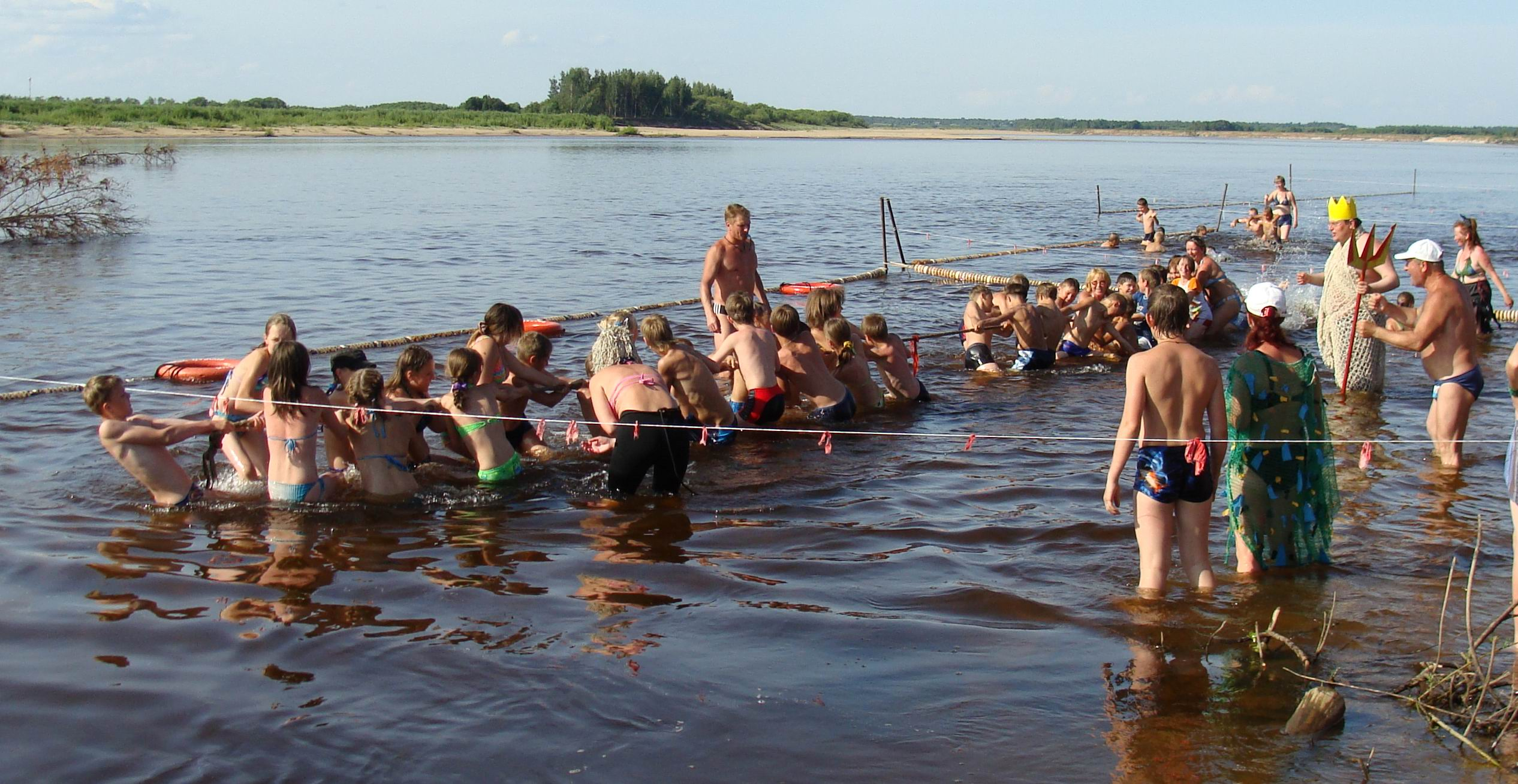
День Нептуна в детском оздоровительном лагере.

В детских оздоровительных лагерях (которые нередко называют пионерскими) при прохождении середины лета (16 июля) проводится День Нептуна. Иногда он проводится в первый день летнего месяца, но чаще — в середине каждого летнего месяца, чтобы каждая детская смена могла отметить свой праздник Нептуна. В этот день, после или в процессе театрализованного представления, отдыхающие купают или обливают водой вожатых (и впервые отдыхающих) в ближайшем водоёме.

## Туризм
У туристов праздник проводится беспорядочно. Основная идея заключается в обливании водой или бросании новичков в пучину. Каждый год сценарий праздника может меняться.
Традиции всех вариантов празднования схожи и имеют незначительные отличия.

## Действующие лица

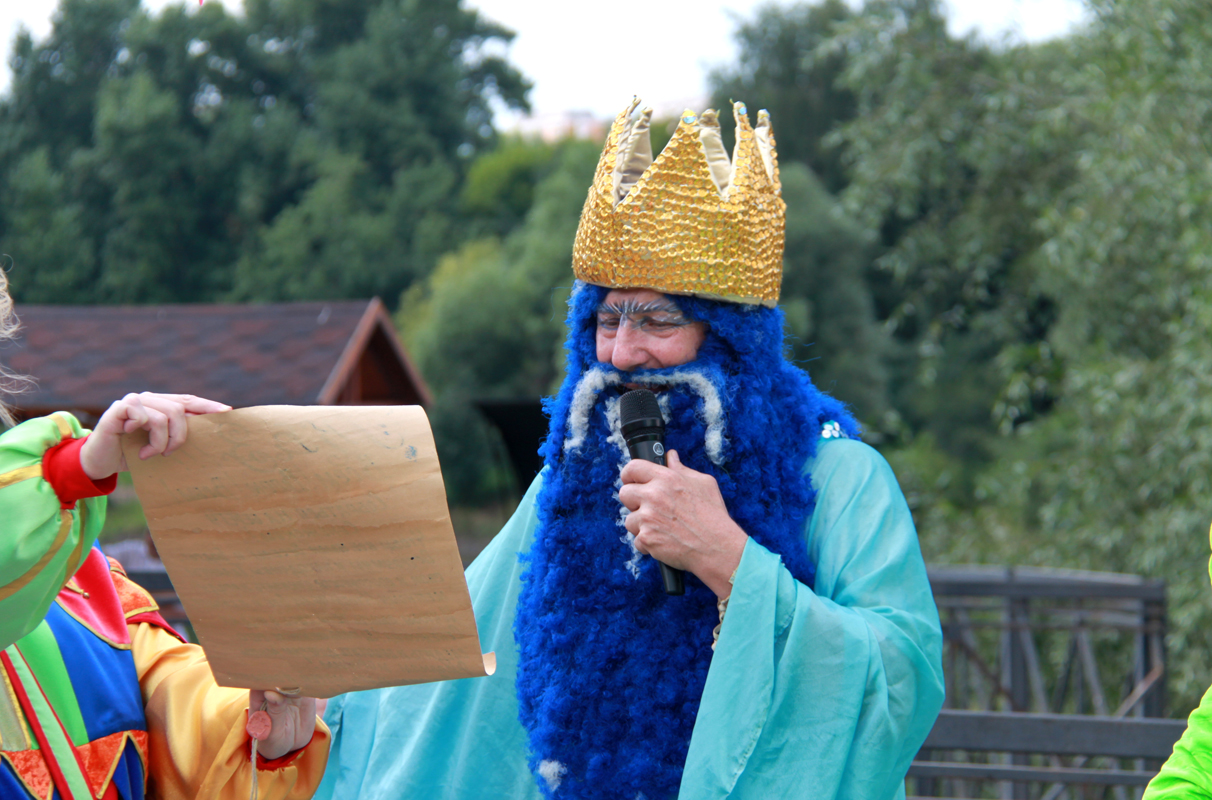
Нептун на районном празднике в Москве.

Главным действующим лицом праздника является Нептун — бог морей. Его окружение — русалки и черти — помогают проводить обряд посвящения. Сценарий праздника очень разнообразен, на каждом корабле и в каждом пионерском (детско-оздоровительном) лагере имеются свои «дополнения». Но цель праздничного действа одна — посвящение новичков.

## В кинематографе
- «Белая акация»
- «В дальнем плавании»
- «Приключения капитана Врунгеля» (мультсериал)
- «Каникулы строгого режима»
- «Праздник Нептуна»
- «Поколение П»
- «В поисках капитана Гранта»
- «Чёрные ступни»
- Сериал «Пищеблок»
- «Ералаш» — серия «Самый лучший наш отряд»
- «Полосатый рейс»

## Интересные факты
В 2013 году в городе Россошь (Воронежская область) по инициативе настоятеля Свято-Ильинского и Александра-Невского храма О. Романа заместитель главы местной администрации С. Л. Нефедов принял решение о запрете Дня Нептуна. Это стало первой в новейшей истории России акцией такого рода. Событие вызвало резонанс в СМИ, после чего была предпринята попытка загладить возникший скандал.